# Araujo (Lovios)
Araujo (llamada oficialmente San Martiño de Araúxo) es una parroquia del municipio español de Lovios, en la provincia de Orense, Galicia.

## Toponimia
La parroquia también es conocida por el nombre de San Martín de Araujo.

## Organización territorial
La parroquia está formada por ocho entidades de población:
- A Portaxe
- A Regada
- A Vila
- Delás
- Gustomeao
- Requeixo
- Saa (Sa)
- Subigrexa (Suigrexa)

## Demografía
| Gráfica de evolución demográfica de Araujo entre 2000 y 2022 |
|                                                              |
| Datos según el nomenclátor publicado por el INE.             |